# Assemblage à rainure et languette

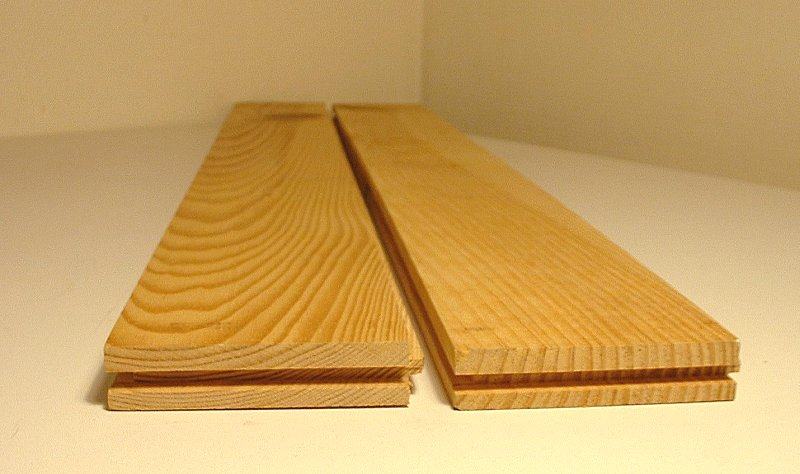
Planches pourvues de rainures et de languettes

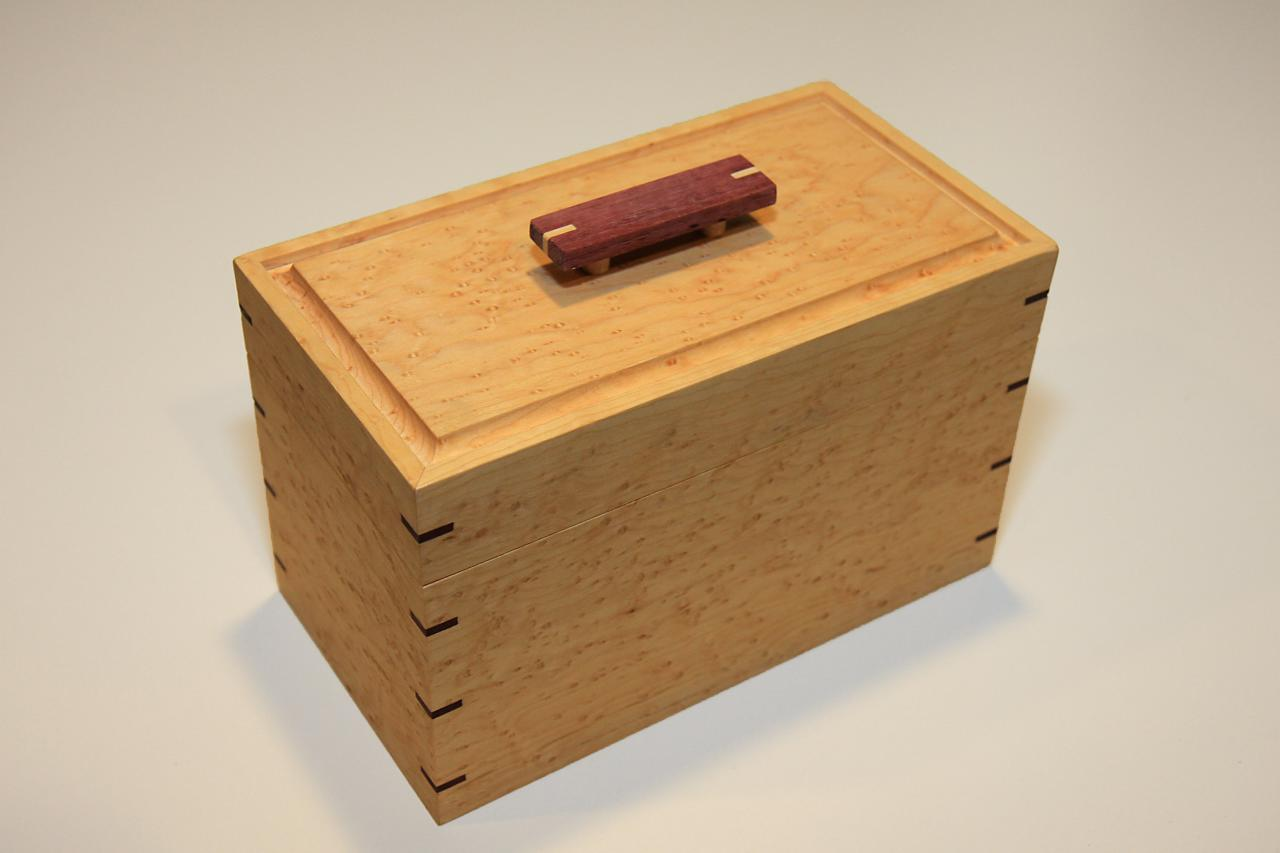
Boîte dont les flancs sont assemblés par des languettes rapportées.

En menuiserie, l'assemblage à rainure et languette désigne un assemblage utilisé pour joindre des planches dans leur longueur sur leurs champs par embrèvement. Dans une rainure (mortaise) faite en longueur dans l'épaisseur de la planche, on introduit une languette (tenon) taillé lui aussi sur toute la longueur de la pièce adverse et ayant généralement 1/3 de l'épaisseur de la planche. C'est un type d'assemblage chant sur chant. Cet assemblage est utilisé pour constituer des cloisons, des planchers, portes pleine, panneaux, etc. Un assemblage à rainure et languette et avec clef désigne un assemblage en usage pour les portes pleines en chêne et autres parties de menuiserie unie, comme cloisons, revêtements auxquels on veut donner plus de solidité.
La rainure est la cavité faite sur l'épaisseur d'une planche parallèlement à sa longueur, et dans laquelle les languettes viennent s'assembler pour pouvoir joindre deux planches, ou dans une tringle, pour en former une coulisse ; Rainure d'embrèvement - Celle qui est poussée derrière un cadre de porte et qui reçoit les languettes du bâti ; Rainure à bois debout - Celle qui est faite en travers du fil du bois.
La languette est le bord de la planche qu'on réduit au tiers de son épaisseur pour le faire entrer dans une rainure pratiquée dans le bord de l'épaisseur d'une autre planche. La languette peut également être une pièce rapportée.
L’assemblage est aussi appelé « rainuré-bouveté ».
Un bouvet est une espèce de rabot qui est toujours par paire, parce qu'il sert à faire les rainures et languettes des planches que l'on veut réunir les unes à côté des autres; l'un des deux a un fer fourchu qui sert à faire la languette, et l'autre a un fer étroit comme un bec d'âne, et sert à faire la rainure; Il en est un second qu'on nomme bouvet de deux pièces, dont les chevilles sont mouvantes afin de le rendre propre à être rallongé à volonté, et sur lequel se montent divers outils pour faire des rainures, élégissements et autres ravalements.

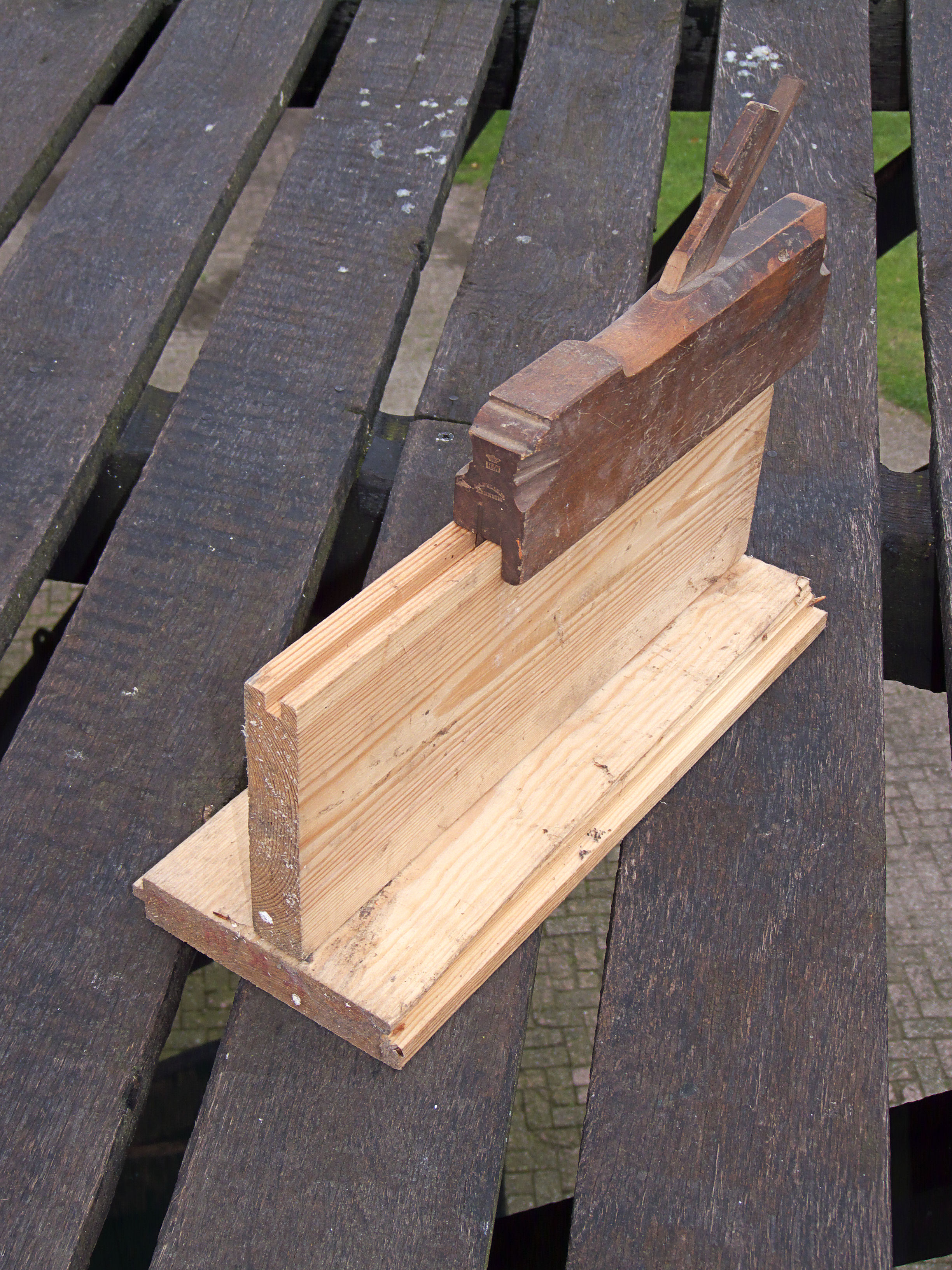
Rabot à rainures (Ploegschaaf)
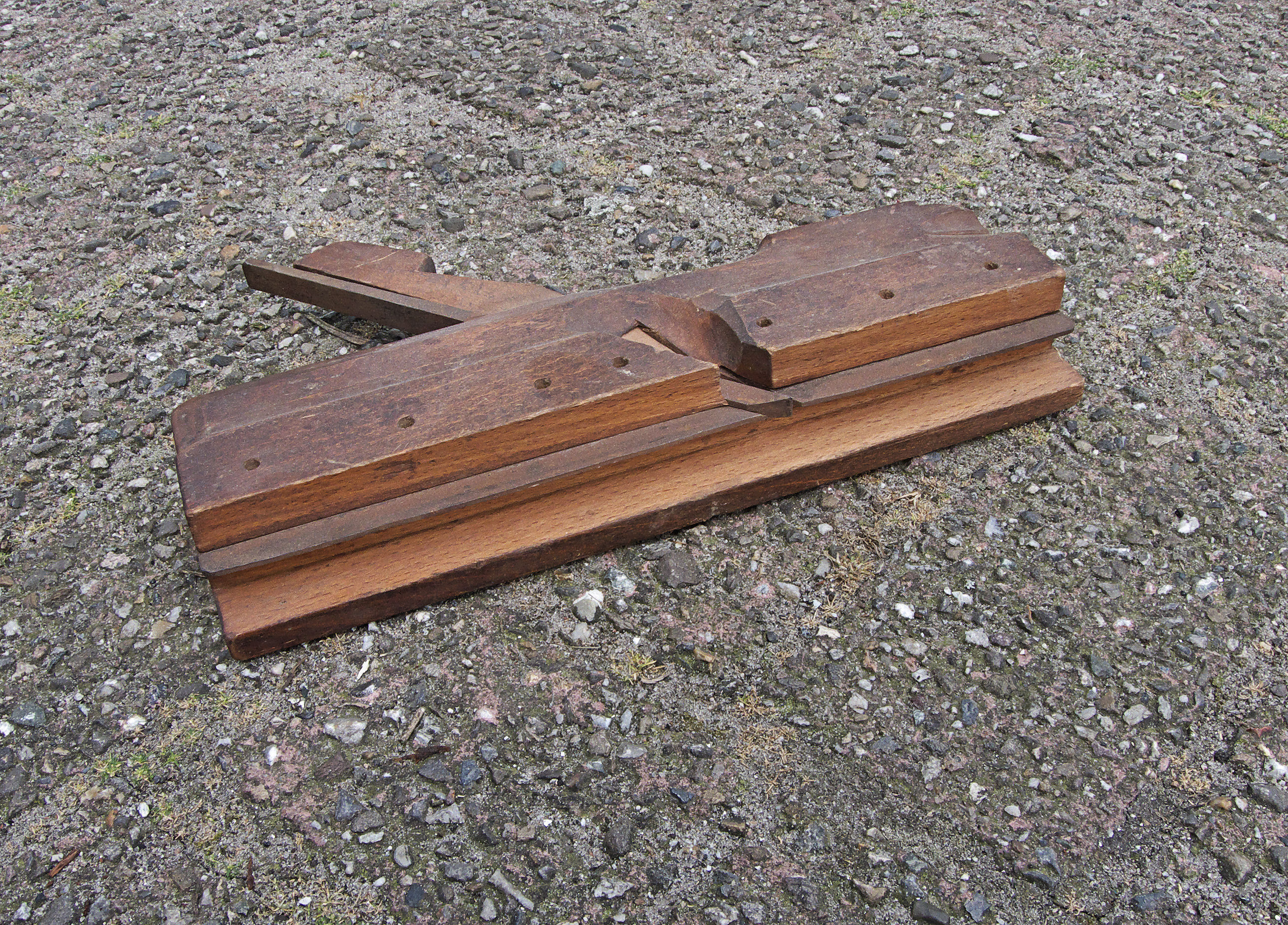
Rabot à rainures (Groevenschaaf)
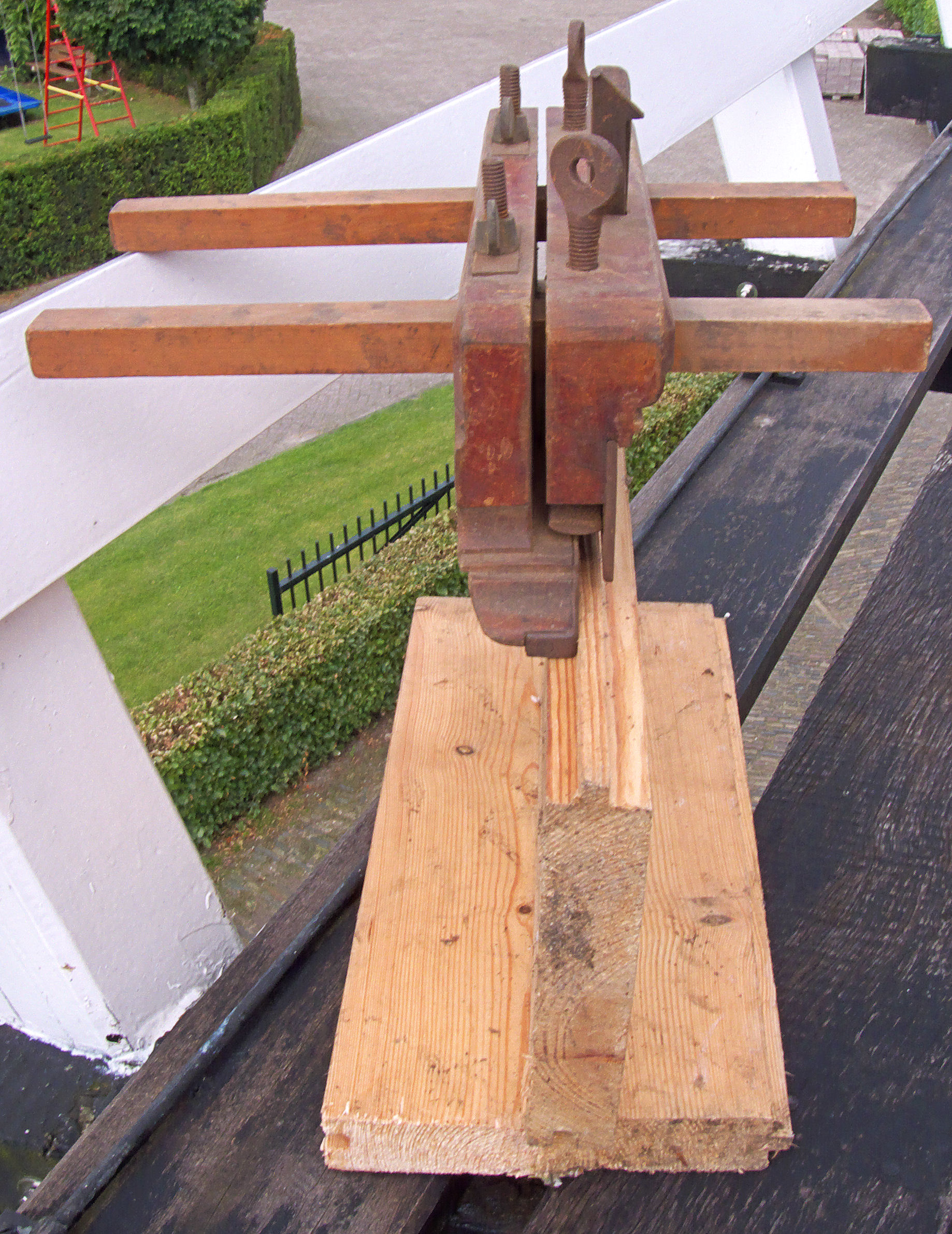
Rabot à languettes